# خلوم سواته ماری
خلوم سواته ماری (به چکی: Chlum Svaté Maří) یک منطقهٔ مسکونی در جمهوری چک است که در ناحیه سوکولوو واقع شده‌است. خلوم سواته ماری ۴٫۷۱ کیلومتر مربع مساحت و ۲۸۹ نفر جمعیت دارد و ۵۳۹ متر بالاتر از سطح دریا واقع شده‌است.